# Chibchacris fernandezi
Chibchacris fernandezi är en insektsart som beskrevs av Ronderos 1979. Chibchacris fernandezi ingår i släktet Chibchacris och familjen gräshoppor. Inga underarter finns listade i Catalogue of Life.